# Парнашаварі
«Парнашаварі»/Парнашабарі / Паранасабарі / Паранасаварі (санскр. पर्णशबरी, гінді पार्णशबरी) — індуїстська богиня, прийнята як буддистська богиня захворювань, поклоніння якій, як вважають, забезпечує ефективний захист від спалахів епідемій.
Одна з версій походження терміна Паранасабарі — це спроба з'єднати божество з регіоном Вінд'я, оскільки Сабараси утримували цей край.
Статуї Паранасабарі були знайдені при розкопках періоду Пала в Дацці. Також в Індії Скарб Куркіхар містить сім бронзових зображень Паранасабарі, що належать до X—XII століття нашої ери.
Тара — єдина жінка-бог, якій поклоняються не тільки в Непалі, Тибеті й Індії, але також у Південній Азії та Російській імперії.
У буддизмі, Паранасабарі зображена як супутниця буддійського божества з ім'ям Тара.
Парнашаварі також зображено на деяких малюнках періоду Пала, що знайдені у Дацці, як головна богиня і в супроводі індуїстських божеств Джавасара і Шітала. Обидвоє з цього ескорту є індуїстськими божествами, пов'язаними з захворюваннями.

## Мантра

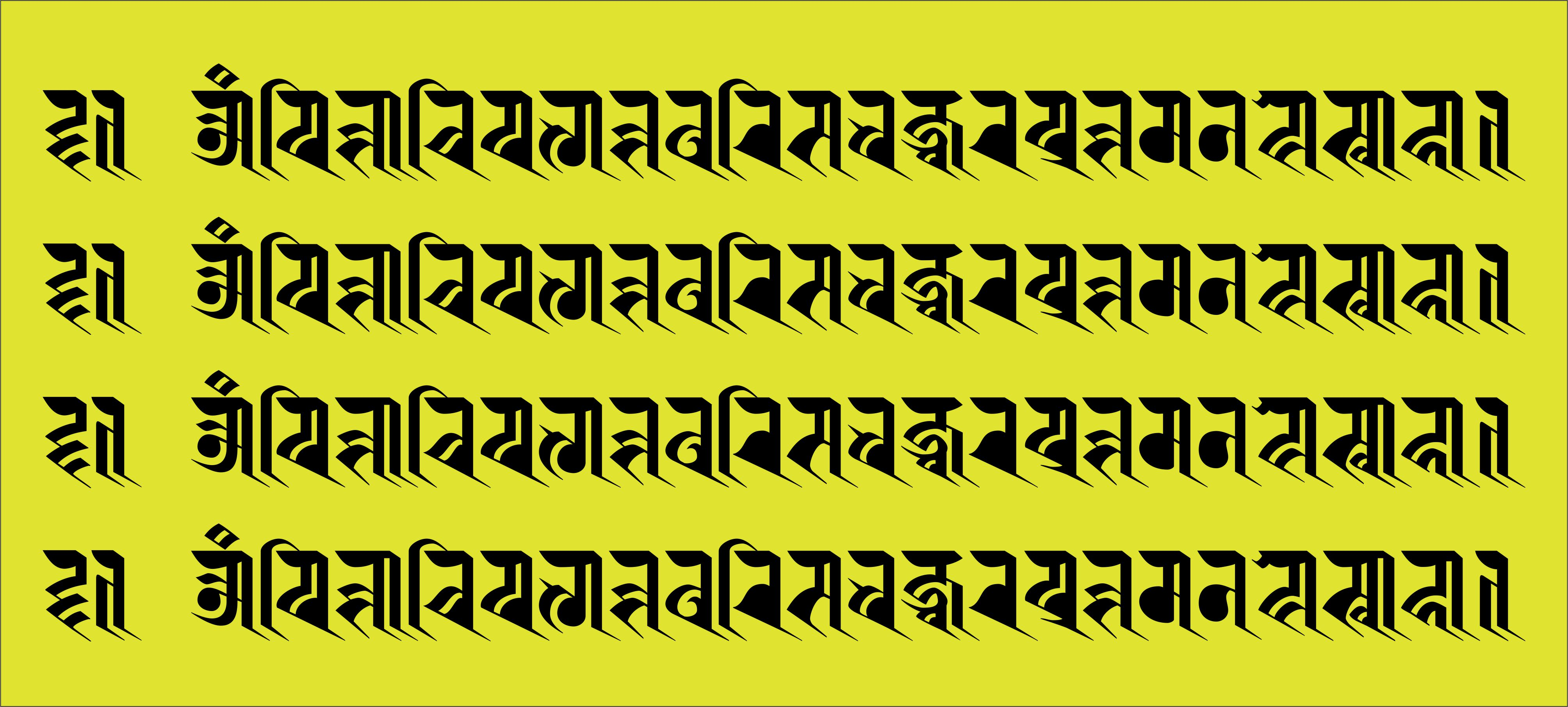
Мантра Парнашаварі

Існує дві мантри, одна з яких є такою:
тиб. ཨོཾ་པྱི་ཤ་ཙི་པརྞ་ཤ་ཝ་རྱི་སརྦ་མ་རྱི་པྲ་ཤ་མ་ནྱི་ཧཱུྃ།
OM PI-SHA-TSI PAR-NA-SHA-WARI SARVA MA-RI PRA-SHA-MA-NI HUNG